# Hilderath
Hilderath ist eine Honschaft (Ortsteil) des Stadtteils Rheindahlen-Land im Stadtbezirk West (bis 22. Oktober 2009 Rheindahlen) in Mönchengladbach.

## Sehenswürdigkeiten
- Kapelle Hilderath
- Siehe auch: Liste der Baudenkmäler in Mönchengladbach